# Leptopholcus guineensis
Leptopholcus guineensis är en spindelart som beskrevs av Jacques Millot 1941. Leptopholcus guineensis ingår i släktet Leptopholcus och familjen dallerspindlar.
Artens utbredningsområde är Guinea. Inga underarter finns listade i Catalogue of Life.